# Mackay Stadium
Il Mackay Stadium è un impianto polifunzionale di Reno, Nevada, situato nel campus dell'Università del Nevada-Reno. Attualmente svolge il ruolo di sede della rappresentativa del college football e calcio universitario femminile dell'istituto, facente parte della Mountain West Conference; può ospitare fino a 27 391 spettatori, e al suo interno si possono organizzare eventi sportivi, concerti o rappresentazioni teatrali.

## Storia e progetto

### Costruzione
Attualmente collocato nella parte più settentrionale del campus, affacciata sulla 17 East Stadium Way, il Mackay Stadium fu inaugurato il 1º ottobre 1966 con una capienza di 7.500 posti a sedere, al fine di sostituire l'impianto originale, ormai in demolizione, edificato tra la scuola di medicina e l'istituto di giornalismo. L'edificio fu dedicato alla memoria dei fratelli Clarence e John William Mackay, finanzieri industriali che investirono grandi somme di denaro nei progetti scolastici; attualmente ha una capienza di 27 391 posti a sedere, ed è posto ad un'altitudine di 1 410 metri s.l.m.

### Restyling degli anni 2000

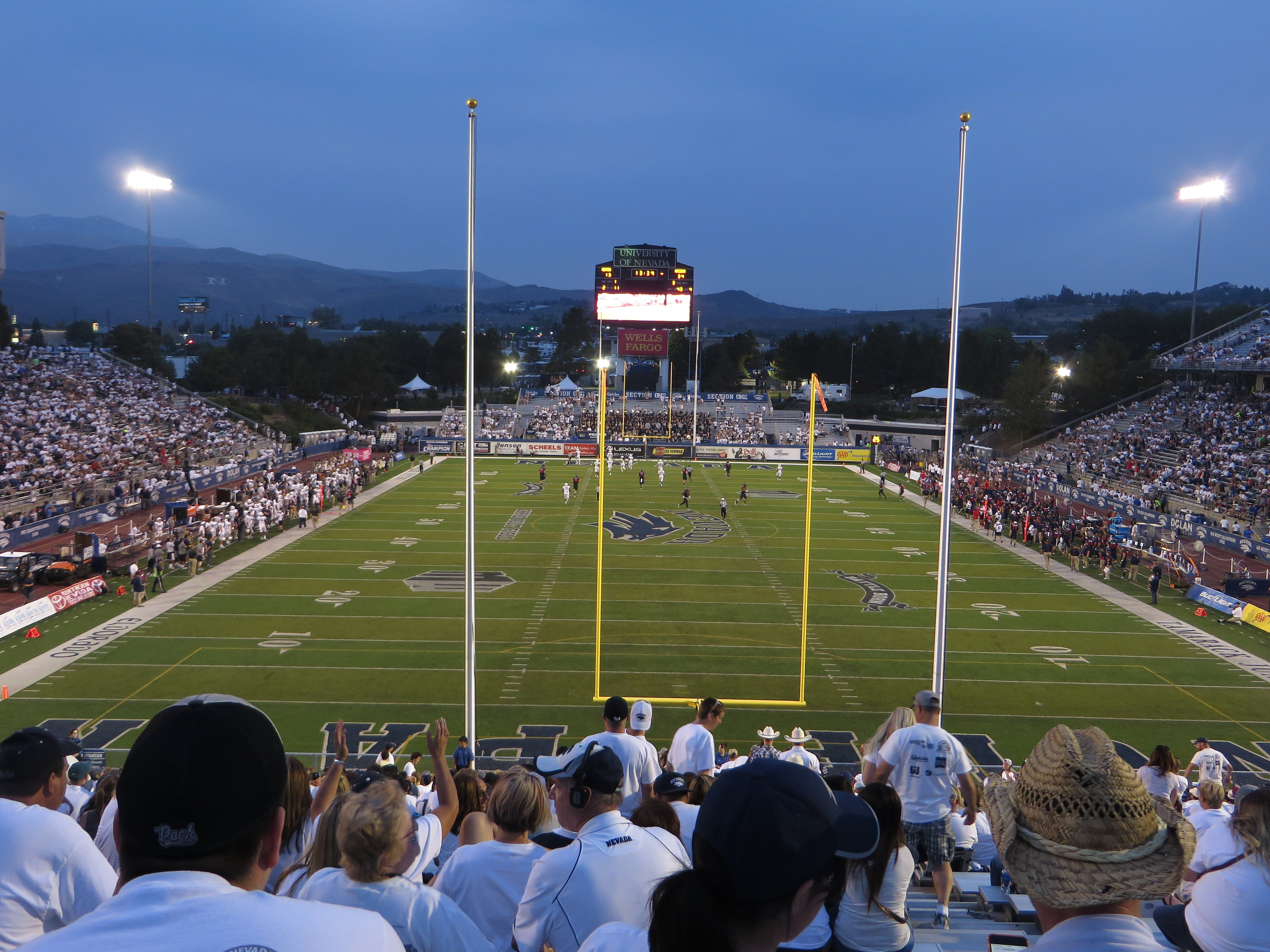
Gli Arizona Wildcats (44) e i Nevada Wolf Pack (20) si scontrano il 12 settembre 2015 al Mackay Stadium durante il Campionato universitario statunitense NCAA di categoria.

Nel 2003, furono avviate procedure di restyling al corpo centrale dell'impianto, tramite l'installazione di riflettori per facilitare la visibilità del rettangolo di gioco durante i match serali, sia per il pubblico che per gli atleti. Originalmente in erba sintetica targata FieldTurf, la superficie del campo fu sostituita nel 2010 dalla Chris Ault Field, miscela creata in onore dell'omonimo allenatore, e nel 2016 fu approvato un progetto di ampliamento dei posti nelle tribune, in modo tale da garantire una totale visione del campo anche a chi sedeva più lontano; furono investiti oltre $11,500,000, con cui si giunse così ad una capienza definitiva di 27 391 posti.